# Het Wijd (Langelille)
Het Wijd (Stellingwerfs en officieel: Et Wiede, Fries: It Wiid) is een meertje in het zuiden van de provincie Friesland (Nederland).

## Beschrijving
Het Wijd ligt op de grens van de gemeenten De Friese Meren en Weststellingwerf, nabij Langelille. Door het meer stroomt de Tjonger (De Tsjonger of De Kuunder).